# Lletania de Ra
La lletania de Ra o lletania del Sol és un conjunt d'oracions rituals de l'antic Egipte dedicades principalment al déu egipci Ra i la seva associació al faraó difunt. Es troba sobretot a la necròpolis tebana (Tebes oest), a Luxor.
Es troba per primera vegada a la tomba de Tuthmosis III a la vall dels Reis, la KV34, acompanyant i complementant el relat del viatge del déu sol per l'inframon, l'anomenat Amduat o Text de la cambra secreta. El text també apareix en la TT131, una de les dues tombes del djati (una mena de visir) d'Hatshepsut i de Tutmosis III, Useramon, situada a la vall dels Nobles; en aquesta tomba, s'esmenta per primera vegada el nom del text, Llibre de l'oració a Ra a l'Occident. Tot i que el nom empra el terme «llibre (funerari)», en general no es considera aquesta lletania com un dels llibres funeraris de l'antic Egipte, sinó només un recull d'oracions independents que complementen les decoracions de les tombes i que ajuden a protegir-les i a protegir la mòmia del faraó difunt.
El text desapareix de les tombes dels reis durant la resta de la dinastia i no és fins a la mort de Seti I que torna a aparèixer a les tombes de la vall, al mausoleu del faraó, la KV17, és el primer text que trobem només entrar. A partir d'aleshores, es representa sovint a les tombes dels dirigents de l'antic Egipte. És un costum que perdura (amb certes interrupcions) fins a l'època dels ptolomeus, els hereus d'Alexandre Magne al país del Nil.
Sembla que, a partir de l'època de Seti I i del seu fill Ramsès II, la lletania es comença a inscriure en alguns temples (com són l'Osireion de Seti I i el temple de Ramsès II a Abidos, i a la capella d'Hakoris a Karnak, a Tebes). També s'empra mesclat en altres textos religiosos i funeraris, com a ritual de defensa i com una de les malediccions del llibre dels Morts, al qual s'incorpora parcialment.

## Exploradors
Un dels primers a descriure'n l'existència va ser Richard Pococke, un prelat i viatger anglès que va visitar Egipte (1737-1741) i altres països del llevant mediterrani avançant-se als primers egiptòlegs. L'anglès visità unes quantes tombes de la vall dels Reis que eren força accessibles i les va descriure i dibuixar en els seus relats. La lletania de Ra apareix concretament en la descripció de la KV2, la tomba de Ramsès IV, faraó de la dinastia XX, Pococke l'anomenà Tomba B.

## Estructura
La lletania es divideix de dues parts, la primera, la Gran lletania, consta de 75 invocacions diferents de Ra i la segona relata les 74 formes del déu, en forma de pregàries, en les quals el faraó s'identifica amb diversos déus i amb elements de la natura, però especialment amb Ra. Aquesta segona part se subdivideix en vuit pregàries o lletanies. És freqüent trobar-la escrita en forma de llistes, amb representacions gràfiques i text, sobretot a les tombes dels faraons de la dinastia XX, on s'escriu habitualment entre el primer (text) i el segon corredor (imatges) dels hipogeus reials de la necròpoli de Tebes. El text també apareix a les tombes d'alguns nobles, principalment a la darreria de la dinastia XIX i durant la XX. Aquests escollits necessitaven un permís especial del faraó per poder representar la lletania a les seves tombes, ja que en principi eren unes oracions reservades per a la reialesa.